# Nectandra micranthera
Nectandra micranthera är en lagerväxtart som beskrevs av J.G. Rohwer. Nectandra micranthera ingår i släktet Nectandra och familjen lagerväxter. Inga underarter finns listade i Catalogue of Life.